# Maze Runner (serie)
Maze Runner è una serie di romanzi di fantascienza per ragazzi dello scrittore statunitense James Dashner, composta dai libri Il labirinto (2009), La fuga (2010) e La rivelazione (2011), più due prequel, La mutazione (2012) e Il codice (2016) e un libro complementare, The Maze Runner Files (2013), oltre che a uno spin-off, The crack palace, ambientato negli eventi della Rivelazione e narrante le avventure di Newt dopo la separazione dai compagni.
La serie, rivelando dettagli in ordine non cronologico, racconta come il mondo sia stato devastato da una serie di Eruzioni Solari che hanno portato l'epidemia di una grave malattia contagiosa, l’Eruzione, che porta alla totale follia e morte di chi ne è infetto. Un libro uscito il 25 Novembre 2021, Il veliero del labirinto, ambientato settantatré anni dopo La rivelazione, è il primo di una nuova trilogia di James Dahner.

## Libri

### Maze Runner - Il Labirinto
Il Labirinto è il primo libro della serie, ed è stato pubblicato il 6 ottobre 2009.
Un certo numero di adolescenti, denominati "Radurai", vengono lasciati in uno strano posto detto Radura; oltre le mura di quest'ultima c'è un labirinto in continuo mutamento, con all'interno orribili e mostruose creature, i Dolenti. Ogni mese un nuovo arrivato, o Pivello, si unisce ai Radurai, inviato tramite un ascensore con tutti i ricordi del passato cancellati (tranne il proprio nome e lingua e conoscenze di cose comuni). L'obiettivo finale dei Radurai è trovare una via d'uscita dal Labirinto; pertanto, ogni giorno, certi ragazzi detti Velocisti si avventurano al suo interno, cercando di farne una mappa ed elaborare uno schema che possa condurli all'uscita. Quando Thomas, un ragazzo nuovo, arriva nella Radura e si avventura nel Labirinto, iniziano a succedere cose insolite.

### Maze Runner - La Fuga
La Fuga è il secondo libro della serie, ed è stato pubblicato il 18 settembre 2010.
Dopo essere scappati dal Labirinto, i Radurai scoprono che il mondo, al di fuori, è devastato e bruciato da alcune Eruzioni Solari, mentre una malattia chiamata Eruzione colpisce la maggior parte della popolazione, facendola impazzire e rendendola zombie assetati di sangue. Per sopravvivere, i Radurai dovranno attraversare un'enorme spazio deserto detto "Zona Bruciata" per trovare la salvezza.

### Maze Runner - La Rivelazione
La Rivelazione è il terzo romanzo della serie, ed è stato pubblicato l'11 ottobre 2011.
Dopo essere stato tenuto in isolamento per quattro settimane, Thomas viene rilasciato e l'alto funzionario della C.A.T.T.I.V.O., Janson, rivela a lui e agli altri soggetti, compreso il gruppo B, che sono immuni all'Eruzione. Li avverte che molte persone del mondo esterno li odiano a causa della loro innaturale resistenza al morbo e che se scappano saranno molto più esposti ai pericoli. Successivamente, però, molti soggetti riacquistano la memoria e fuggono. Thomas, Newt, Minho, Brenda e Jorge si dirigono in una città dove disattivano i dispositivi nel loro cervello e uniscono le forze con l'organizzazione Braccio Destro per abbattere la CATTIVO.

### Maze Runner - La Mutazione
La Mutazione è il quarto libro della serie, pubblicato il 14 agosto 2012. È il primo prequel della serie, ambientato prima degli eventi de Il Codice e 13 anni prima del libro La Fuga.
Dashner, dal romanzo, ha dichiarato di voler espandere il mondo della serie, ma senza i personaggi principali della trilogia originale di Maze Runner.
La storia è ambientata prima che si formasse la C.A.T.T.I.V.O., che Thomas entrasse nel Labirinto e che l'umanità fosse devastata dall'Eruzione e si concentra su due ragazzi, Mark e Trina, in viaggio per l'America nel tentativo di sfuggire al morbo che sta iniziando a propagarsi e a salvare qualcun altro.

### Maze Runner - Il Codice
Il Codice è il quinto libro della serie ed è stato pubblicato il 27 settembre 2016. È il secondo prequel della serie e il quinto capitolo in assoluto, preceduto da La Mutazione e seguito da Il Labirinto.
Il libro è collocato cronologicamente tra gli eventi de La Mutazione e prima de Il Labirinto. È scritto da vari punti di vista dei Radurai; si concentra principalmente sugli allenamenti che Thomas e gli altri subiscono prima di essere inviati nel labirinto e la vita dei Radurai prima dell'arrivo di Thomas nel Labirinto. Il libro termina con gli attimi finali di Thomas prima di essere inviato nel Labirinto, dando inizio a Maze Runner.

## Personaggi
- Thomas (libri 1-5): Il protagonista della serie, era un Raduraio e uno dei creatori dei Labirinto, assieme a Teresa Agnes. Deve il suo nome all'inventore Thomas Edison mentre, prima di essere reclutato dalla C.A.T.T.I.V.O., si chiamava Stephen.
- Teresa Agnes (libri 1-5): Una Raduraia e creatrice del Labirinto assieme a Thomas; deve il suo nome a Madre Teresa di Calcutta, mentre, prima di essere reclutata dalla C.A.T.T.I.V.O., si chiamava Deedee, nome con il quale apparirà nel 4° libro e morirà alla fine della serie di libri.
- Minho (libri 1-3,5): Un ragazzo dai tratti asiatici, ex Raduraio e Velocista; prende il nome dal marito coreano della nipote di James Dashner.
- Newt (libri 1-3,5): Un ex Raduraio e secondo in comando di Alby; zoppica leggermente per un tentato suicidio mentre era rinchiuso nella Radura. Prende il nome da Isaac Newton.
- Gally (libri 1,3,5): Un ex Raduraio, antagonista principale di Thomas nella Radura; successivamente si unirà al Braccio Destro. Prende il nome da Galileo Galilei.
- Alby (libri 1,5): Era il primo in comando nella Radura, morirà ucciso da un Dolente. Prende il nome da Albert Einstein.
- Chuck (libri 1,5, menzionato 2-3): Un Raduraio, miglior amico di Thomas nella Radura. Morirà per una coltellata, nel difendere l'amico da un attacco della C.A.T.T.I.V.O. Prende il nome da Charles Darwin.
- Frypan (libri 1-3,5): Ex cuoco nella Radura, prende il nome da Sigmund Freud (nel 5° libro è occasionalmente chiamato Siggy). Originariamente si chiamava Toby, prima di essere preso dalla C.A.T.T.I.V.O.
- Winston (libri 1-2): Ex Raduraio e Intendente degli Squartatori. Prende il nome da Winston Churchill.
- Cancelliere Ava Paige (libri 1-3,5): È il più alto funzionario della C.A.T.T.I.V.O.; all'inizio si oppose al sottoporre gli Immuni a certe prove per trovare una cura all'Eruzione ed è una delle persone che si è opposta alla morte di Thomas. Gli epiloghi della trilogia originale consistono in un'email della cancelliera ai suoi associati.
- Janson, "Uomo Ratto" (libri 2-3): Il più alto funzionario della C.A.T.T.I.V.O. dopo la cancelliera Paige.
- Jorge (libri 2-3,5): Un ex pilota della C.A.T.T.I.V.O., successivamente divenne il capo degli Spaccati nella Zona Bruciata.
- Brenda (libri 2-3,5): Un personaggio che, inizialmente, i protagonisti pensavano fosse una Spaccata, si rivelerà essere una degli Immuni.
- Aris Jones (libri 2-3,5): L'unico membro maschile del Gruppo B, prende il nome da Aristotele.
- Rachel (libro 5): Un membro del Gruppo B, miglior amica di Aris, con il quale condivideva una connessione telepatica.
- Harriet (libri 2-3): Una delle leader del Gruppo B. Prende il nome dall'attivista Harriet Tubman.
- Sonya (libri 2-3,5): Assieme ad Harriet, una delle leader del Gruppo B. Era la sorella minore di Newt; il suo nome era originariamente Elizabeth.
- Mark (libro 4): Protagonista de La Mutazione. Sopravvisse all'Eruzione Solare e fuggì dagli Appalachi.
- Alec (libro 4): Un veterano pilota dell'esercito degli USA. È sopravvisstuto all'Eruzione Solare ed è uno dei protagonisti de La Mutazione.
- Trina (libro 4): Fidanzata di Mark e una dei protagonisti de La Mutazione.
- Lana (libro 4): Ex infermiera militare sopravvissuta all'Eruzione Solare, una dei protagonisti de La Mutazione.

## Altri media
Sono stati attualmente realizzati i seguenti film ispirati ai romanzi della serie:
- Maze Runner - Il labirinto (The Maze Runner) del 2014, diretto da Wes Ball
- Maze Runner - La fuga (Maze Runner: The Scorch Trials) del 2015, diretto da Wes Ball
- Maze Runner - La rivelazione (Maze Runner: The Death Cure) del 2018, diretto da Wes Ball